# ガルングン山
ガルングン山（ガルングンさん、英:Galunggung）は、インドネシアのジャワ島中西部にある火山。現在の標高は2,168m。

## 概要
ジャカルタ中心部から南東に約180km離れた場所に位置する成層火山で、山頂部には1982年の大噴火のときに形成されたカルデラ湖が存在する。1822年に噴火したときは4,011人の犠牲者を出した。
1982年の噴火はブリティッシュ・エアウェイズ9便エンジン故障事故を引き起こした。この噴火以外にも多数の噴火の記録があり、特に1980年代初頭からガルングンは噴火を何度も繰り返すなど、火山活動が活発になっていた。

## 1982年の噴火
1982年に入り、火山活動がさらに活発化。特に4月から6月にかけての噴火は最も激しく、山体を変えるような噴火であった。大量の火山灰を含んだ噴煙を上空1万m以上吹き上げ、火山雷も観測、ラハール（火山泥流）も発生した。この噴火により、6万人に及ぶ避難民を出したほか、18人の死者を出した。山頂は陥没し、カルデラを形成した。この噴火を最後に、ガルングン山は活動を休止している。

## ブリティッシュ・エアウェイズ9便エンジン故障事故
1982年6月24日、付近の上空約1万1300mを飛行していたブリティッシュ・エアウェイズ9便が、ジェットエンジンに火山灰を吸い込み、同機のエンジン全て（4基）が一時停止するという事故が発生した。ただ、墜落する前にエンジンが再始動したため、ジャカルタ市内のハリム・ペルダナクスマ国際空港に緊急着陸し死傷者は出なかった。この事故により航空機にとって火山灰が危険であるということが判明し、世界規模での監視機関「航空路火山灰情報センター（VAAC）」が設立されるきっかけとなる。

## ギャラリー

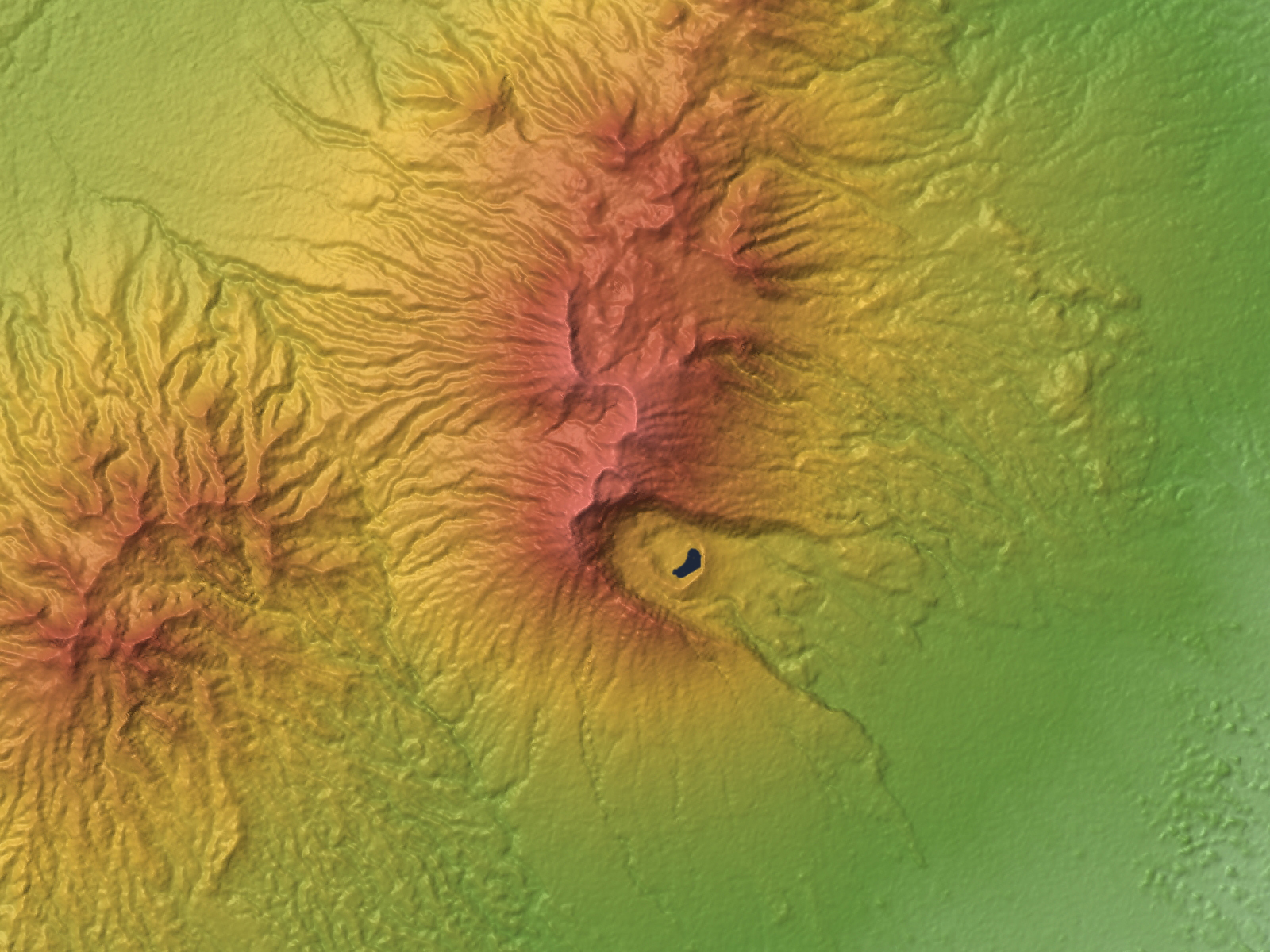
ガルングン火山の地形図
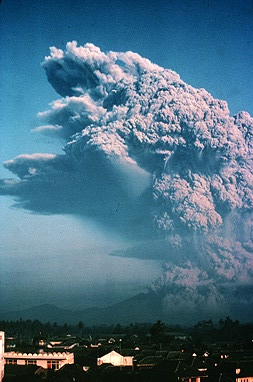
火山灰を大量に噴き上げるガルングン山
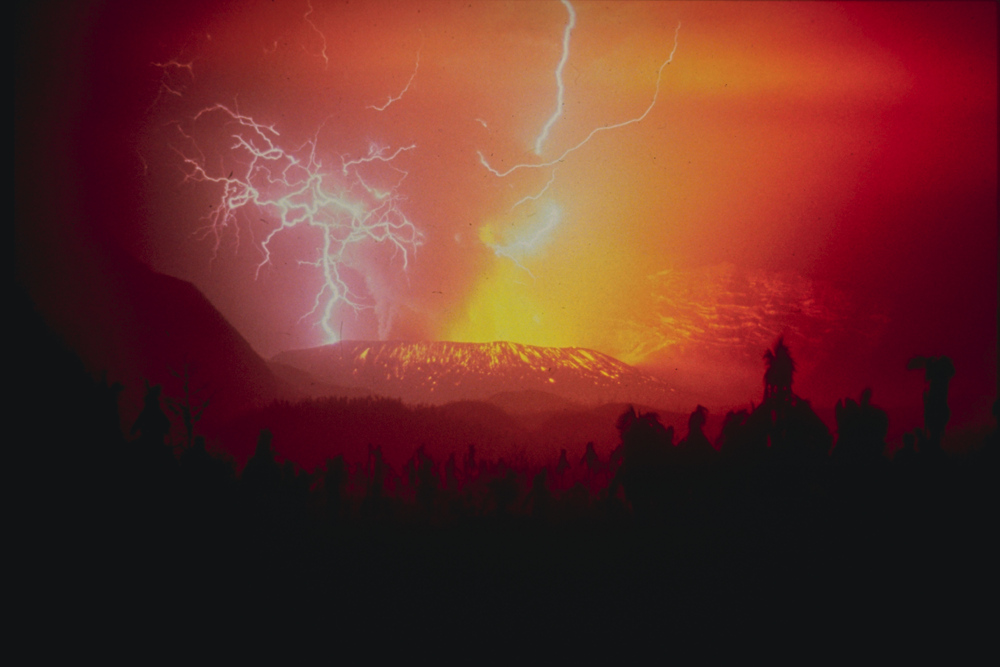
ガルングン山の火山雷
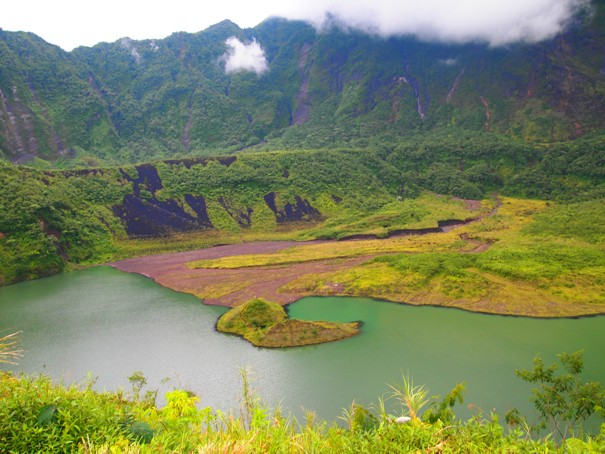
山頂のカルデラ
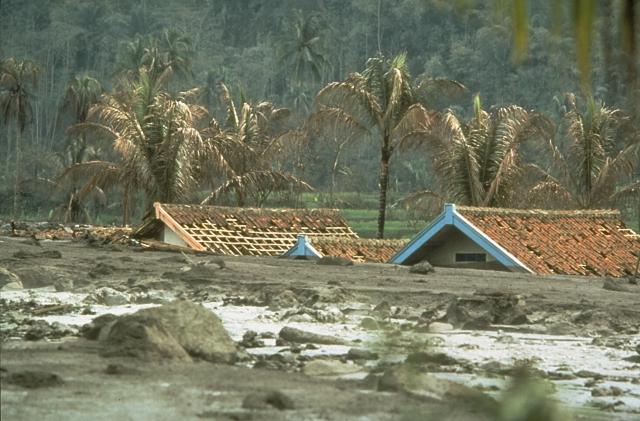
泥流の被害を受けた家